# El Jaralillo, Guanajuato
El Jaralillo är en ort i Mexiko.   Den ligger i kommunen San José Iturbide och delstaten Guanajuato, i den centrala delen av landet, 220 km nordväst om huvudstaden Mexico City. El Jaralillo ligger 2 192 meter över havet och antalet invånare är 304.
Terrängen runt El Jaralillo är kuperad åt sydost, men åt nordväst är den platt. Runt El Jaralillo är det ganska tätbefolkat, med 124 invånare per kvadratkilometer. Närmaste större samhälle är San José Iturbide, 2,5 km väster om El Jaralillo. Trakten runt El Jaralillo består till största delen av jordbruksmark.